# گو شیباتا
گو شیباتا (انگلیسی: Go Shibata؛ زادهٔ ۸ مهٔ ۱۹۷۵) کارگردان فیلم اهل ژاپن است.